# La Conquête de Grenade
 (novembre 2018).
Si vous disposez d'ouvrages ou d'articles de référence ou si vous connaissez des sites web de qualité traitant du thème abordé ici, merci de compléter l'article en donnant les références utiles à sa vérifiabilité et en les liant à la section « Notes et références ».
Ne doit pas être confondu avec Prise de Grenade.
La Conquête de Grenade est une pièce de théâtre écrite par le dramaturge et poète anglais John Dryden, jouée pour la première fois en 1670 et inspiré de la prise de Grenade par les Rois catholiques espagnols après leur victoire sur l'émir nasride Boabdil en 1492. Il s'agit historiquement de la première pièce pouvant être qualifiée de « drame héroïque », et l'œuvre fit à ce titre l'objet de plusieurs satires par la suite. La Conquête de Grenade s'inscrit par ailleurs dans le contexte plus large de la littérature de la Restauration anglaise.

## Argument
La pièce relate la bataille ayant opposé les Maures (de la dynastie des Nasrides) aux Espagnols en 1492 lors de la chute finale de Grenade, dernier bastion musulman de la péninsule hispanique. Les Espagnols n'apparaissent qu'en arrière-plan, et l'intrigue concerne essentiellement deux factions au sein des Maures, les Abencerrages et les Zegrys. Le héros principal se nomme Almanzor, et combat pour les Maures. Il tombe amoureux d'Almahide, déjà fiancée au roi des Maures Boabdil. Elle l'aime en retour, mais refuse de trahir ses vœux. Quant à Boabdil, il est déchiré entre sa jalousie et son besoin d'Almanzor. Almanzor et Almahide restent séparés jusqu'à la mort de Boabdil au dernier acte, ce qui ôte tout obstacle à l'union des deux amants.
La pièce compte également deux autres intrigues amoureuses connexes. Abdallah, frère du roi Boabdil, et Abdelmelich, chef de la faction des Abencerrages, luttent pour obtenir la main de Lyndaraxa, la sœur du chef des Zegrys. Ozmyn, jeune homme du clan des Abencerrages, aime quant à lui Benzayda, une Zegry. Il est enfin révélé à la fin de la pièce qu'Almanzor est en réalité le fils caché du duc d'Arcos, un Espagnol, mais qu'il combat néanmoins pour les Maures par sens du devoir.

## Structure formelle
Dryden a rédigé la pièce en pentamètres iambiques. Dans la préface, l'auteur suggère la création d'un nouveau genre théâtral appelé « drame héroïque » qui viserait à célébrer les personnages ou actions héroïques, le tout dans un rythme poétique spécifiquement adapté à la dignité du thème. Ce nouveau rythme, baptisé « distique héroïque », fut ensuite parodié par Samuel Butler dans Hudibras.

## Critiques
La complexité exceptionnelle de l'intrigue, de même que la grandiloquence des tirades d'Almanzor, ont fait de La Conquête de Grenade l'objet d'une satire féroce dans La Répétition, une comédie de la Restauration du duc de Buckingham. Henry Fielding, dans Tragedy of Tragedies (1730), pointe également du doigt la niaiserie de certains passages de la pièce.
La pièce n'en connut pas moins un fort succès sur scène à l'époque de sa création, grâce notamment à ses nombreux éléments spectaculaires.